# Francesco Bartolozzi

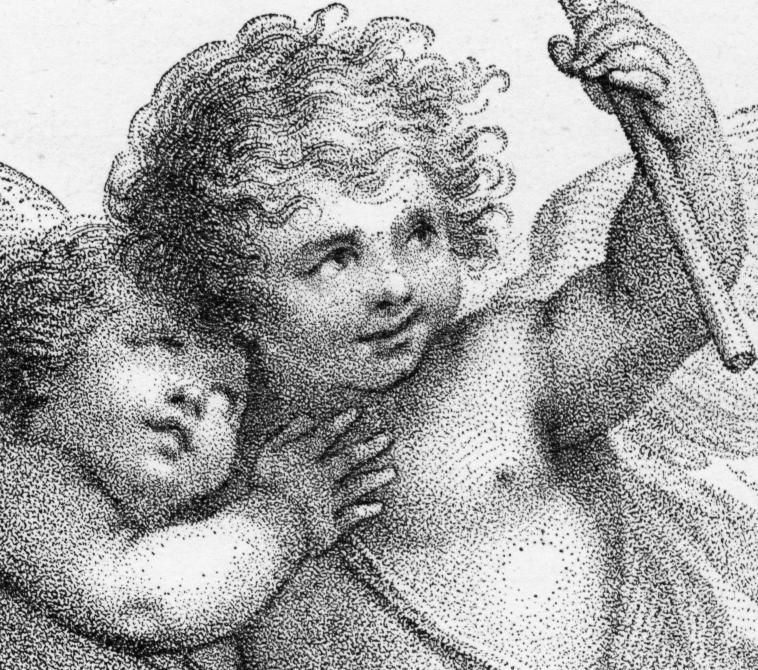
Detail jednoho z Bartolozziho tisků, na němž lze vidět jeho techniku rytí

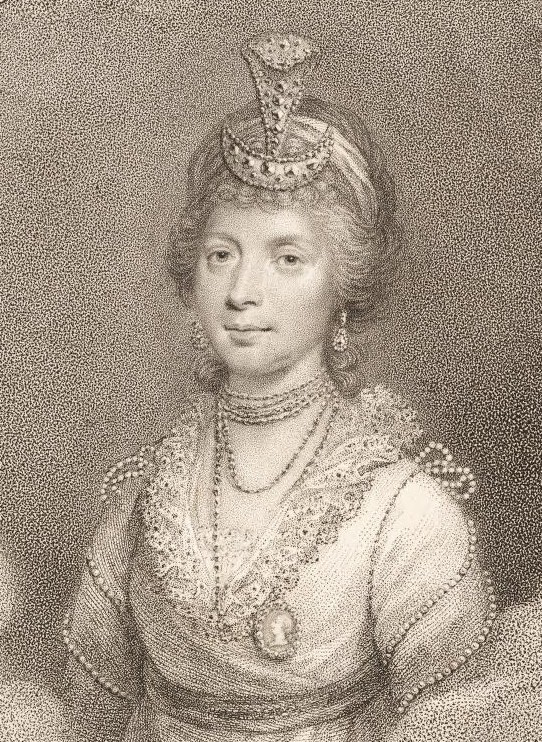
Francesco Bartolozzi, rytina podle obrazu Williama Beechey, britská královna Šarlota, manželka Jiřího III.

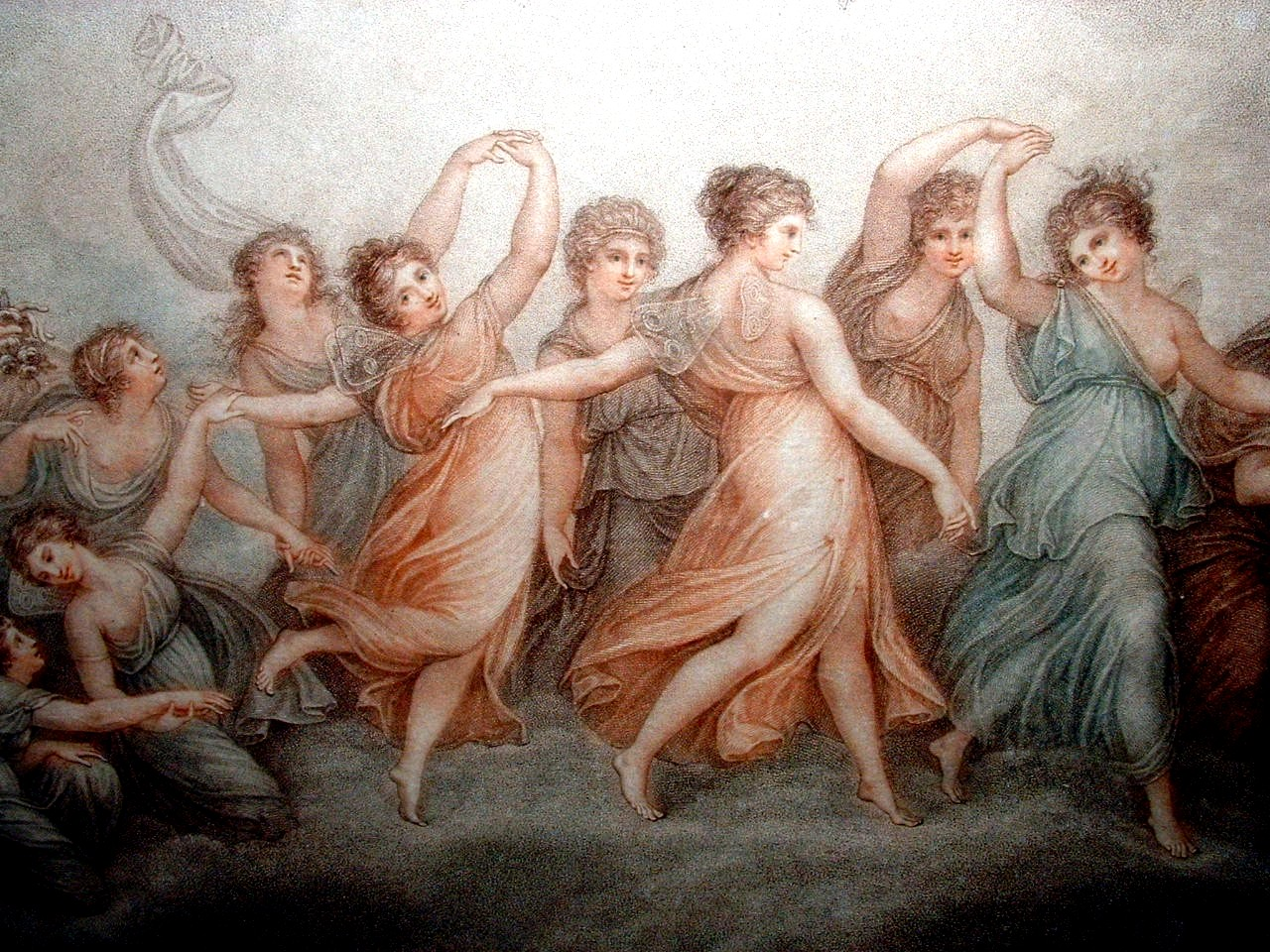
Francesco Bartolozzi, detail rytiny podle obrazu Marie Cosway The Hours

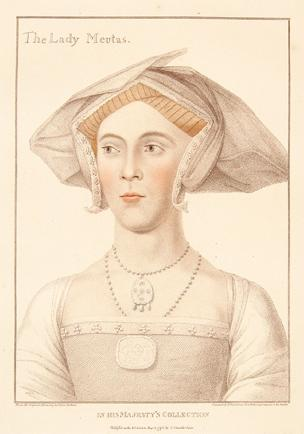
Lady Meutas podle Hanse Holbeina mladšího, asi 1497–1543

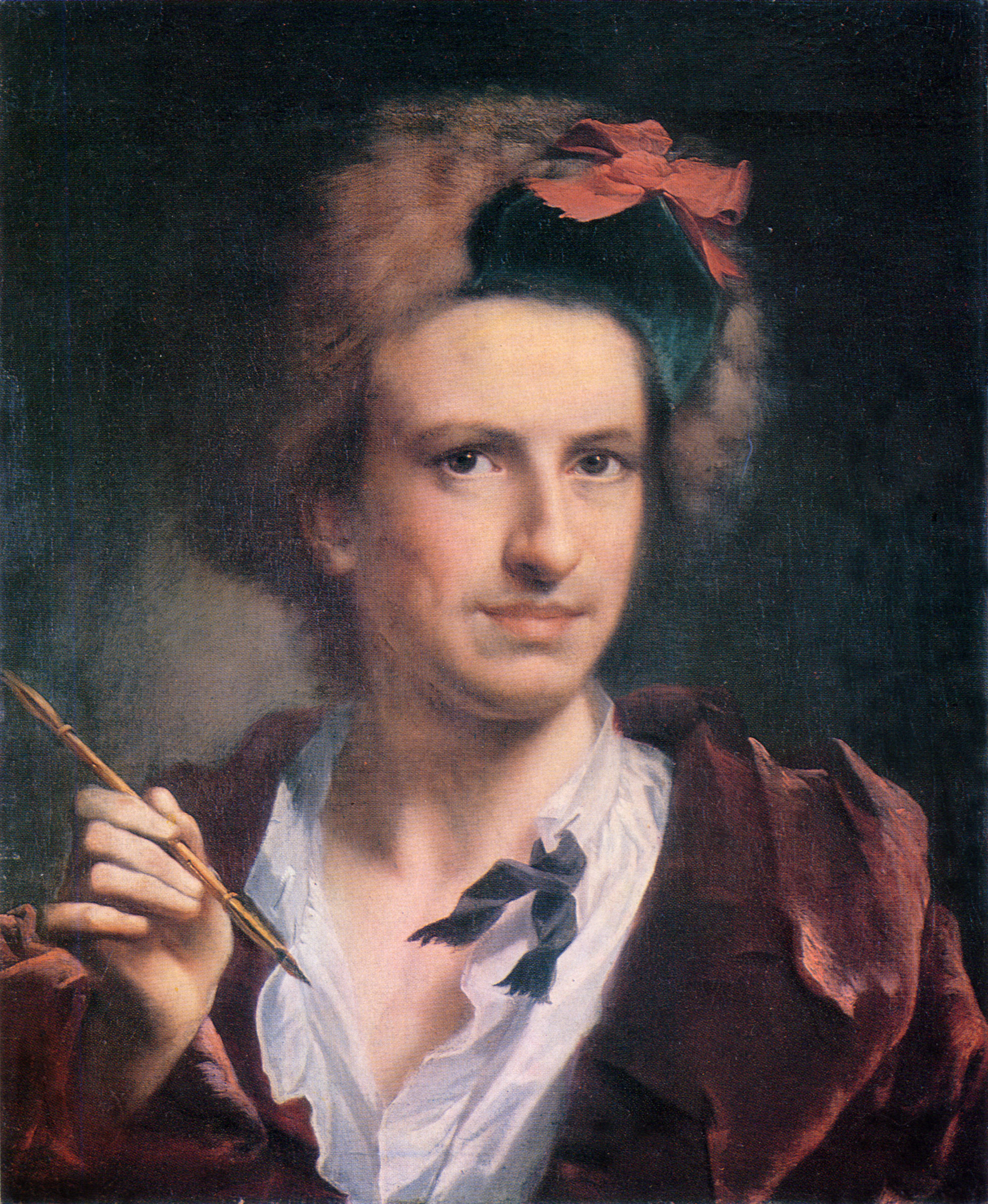
Anton Raphael Mengs: Portrét Francesca Bartolozziho,

Francesco Bartolozzi (25. září 1725 Florencie – 7. března 1815 Lisabon) byl italský rytec. Své nejproduktivnější období strávil v Londýně. Je známý charakteristickou „pastelkovou“ metodou své práce, která napodobovala jemnost kresby křídou.

## Životopis
Bartolozzi se narodil ve Florencii v roce 1727. Původně měl následovat povolání svého otce zlatníka, ale projevil takový talent a vkus při vytváření návrhů, že byl svěřen do péče dvěma florentským umělcům (jedním z nich byl Ignazio Hugford a druhým Giovanni Domenico Ferretti), kteří ho učili malovat. Po třech letech učení odešel do Benátek studovat umění rytectví. Velmi obdivoval dílo německého rytce Josepha Wagnera.

### Raná kariéra
Jeho první zakázky v Benátkách byly práce ve stylu Marca Ricciho, Francesca Zuccarelliho a dalších. V té době pracoval pro Josepha Wagnera, kterého obdivoval. Poté se na krátkou dobu přestěhoval do Říma, kde dokončil řadu rytin podle fresek v městské části Grottaferrata od Domenichina, zobrazující život svatého Niluse. (Svatý Nilus byl mnich, opat, uctívaný ve východních pravoslavných a římskokatolických církvích a jeho svátek se v byzantském kalendáři slaví 26. září). V roce 1764 se na krátký čas vrátil do Benátek a poté odešel do Londýna.

### Kariéra v Londýně
V Londýně žil téměř čtyřicet let. Vytvořil obrovské množství rytin, včetně rytiny podle obrazu Clytie Annibale Carracciho a Virgin and Child (Panna s dítětem) podle Carla Dolciho. Velká část jeho rytin je vytvořena podle malířů Giovanniho Battisty Ciprianiho a Angeliky Kauffmanové. Bartolozzi také přispěl řadou prací do „Boydell's Shakespeare Gallery“. Kreslil také své vlastní skici červenou křídou. Brzy poté, co přijel do Londýna, byl jmenován královským rytcem s ročním platem 300 liber. V roce 1768 byl zvolen zakládajícím členem Royal Academy a v roce 1802 se stal zakládajícím prezidentem společenství rytců Society of Engravers v Londýně.
Jeho žáky byli Michele Benedetti, Ignatius Joseph van den Berghe, Thomas Cheesman, Lambertus Antonius Claessens, Daniel Gardner, Christiaan Josi, Johan Fredrik Martin, Conrad Martin Metz, Luigi Schiavonetti, John Keyse Sherwin, Heinrich Sintzenich, Peltro William Tomkins, Domenico Bernardo Zilotti a Gabriel Scorodomoff.

### Stáří
V roce 1802 Bartolozzi přijal místo ředitele Národní akademie v Lisabonu. Jeho syn Gaetano Stefano Bartolozzi, narozený v roce 1757, byl také rytec a otec anglické herečky a operní zpěvačky Lucie Elizabeth Vestris, rozené Bartolozzi.
Francesco Bartolozzi zemřel v Lisabonu 7. března 1815 ve svých 89 letech.

## Dílo
Ticozzi a Bryan publikovali seznam jeho prací včetně:

### Lepty podle vlastních návrhů
- Abraham a andělé.
- The Miracle of the Manna.
- Job abandoned by his Friends.
- Charity, an oval; inscribed Ipse feci.
- The Origin of Painting, 1787.
- The Virgin and Infant; (circular).

### Lepty podle mistrů
- Sv. František Saleský vítězí nad herezí podle Ottavia Amiconiho.
- Svatý Lukáš maluje Pannu podle Simona Cantariniho.
- Cizoložnice před Kristem podle Agostina Carracciho.
- Roland and Olympia, Clytie a další rytiny v Královské sbírce podle Annibala Carracciho.
- A set of eight subjects (Sada osmi předmětů); podle Giovanniho Benedetta Castigliona.

#### Lepty podle Ciprianiho
- The Parting of Achilles and Briseis.
- Hector takes leave of Andromache.
- Chryseis restored to her Father.
- The Death of Dido.
- Jupiter and Juno on Mount Ida.
- Venus presenting the Cestus to Juno.
- Venus attired by the Graces .
- Tancred and Herminia a Tancred and Clorinda.
- Shakespeare crowned by Immortality.
- Morning for the Death of lord Rufsell.

#### Rytiny podle Angeliky Kauffmanové
- Socrates ve vězení.
- Penelope lamenting Ulysses.
- Telemachus and Mentor in the Isle of Calypso.
- Paulus Emilias educating his Children.
- Coriolanus appeased by his Family.
- The Beautiful Rhodope in love with Aesope (1780–1790, nápis: Dle původního obrazu stejné velikosti Angeliky Kauffmanové. Ve vlastnictví Charlese Boddama sun Esqv.)

#### Ostatní
- Rachel hiding Idols from her Father a Láokoón a jeho synové; podle Pietra da Cortona.
- The Death of Lord Chatham; podle Johna Singletona Copleye.
- The Virgin and Infant; podle Carla Dolciho.
- Sada třinácti desek z fresek Domenichina v Grottaferrata.
- Sada 33 kreseb od Guercina ve sbírce Royal Collection.
- Sada portrétů Hanse Holbeina mladšího.
- Dva portréty Henryho a Charlese Brandona, synů Charlese Brandona, vévody ze Suffolku.
- Portréty Thomase Mora, anglické lady Jane Meutas a lorda Mansfielda.[5]
- The Interview of Edgar and Elfrida after her Marriage with Athelwold.
- Portréty Cignaniho a Pietra da Cortona; podle Carla Maratta.
- The Fair Moralist and her Pupil; podle Richarda Coswaye.
- Prometheus’ liver devoured by Vulture; podle Michelangela.
- Bust of Michelangelo.
- King John ratifying Magna Charta; podle Mortimera.
- Cornelia, Mother of the Gracchi; podle Benjamina Westa.
- A Collection of Gems, kolekce klenotů navržené různými umělci, rytiny Bartolozzi.
- Mary, Queen of Scots, and her Son; podle Federica Zuccariho.[6]
- The Hours, podle Marie Cosway

## Galerie

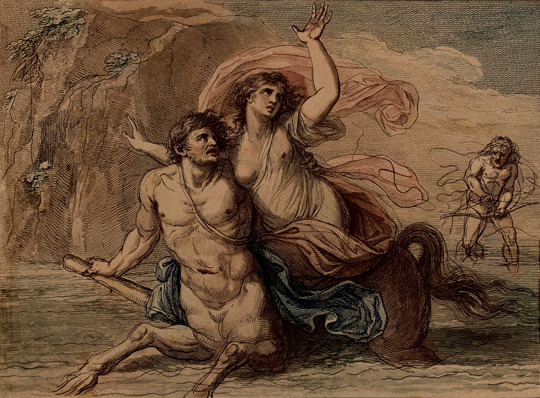
Únos Déianeiry, 1787
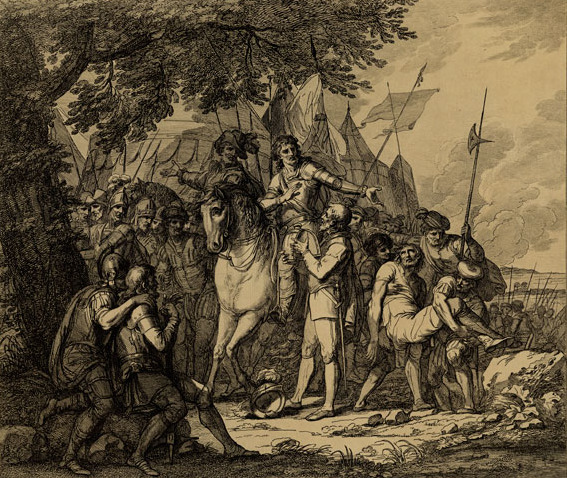
Smrt sira Philipa Sidneyho, 1788
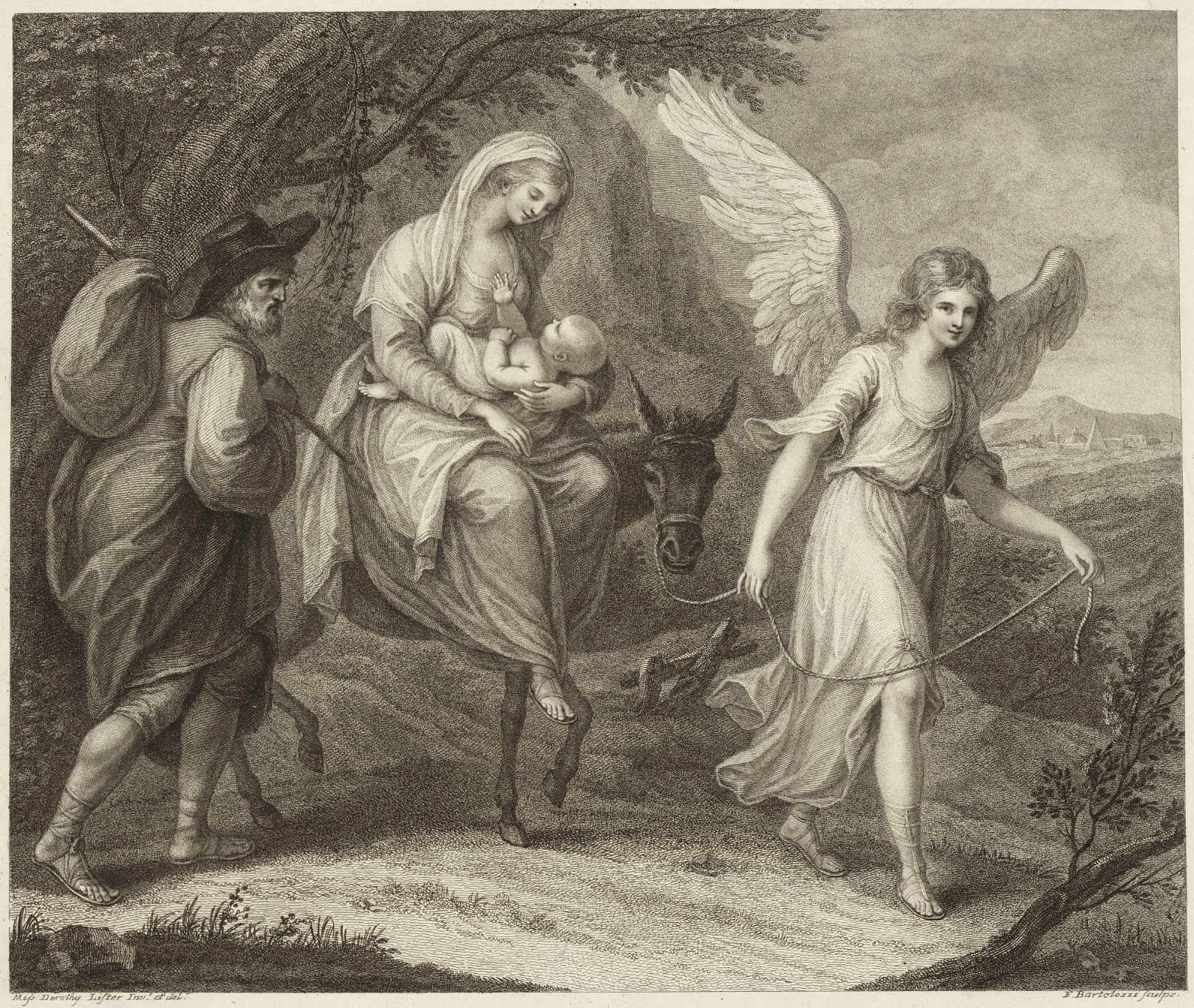
Útěk do Egypta, 1790
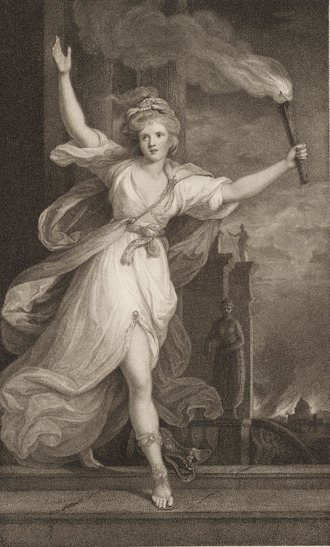
Svatá Taida, 1792

### Poznámka
1. ↑  Society of Engravers (Společnost rytců) byla založena v Londýně v roce 1802, aby propagovala britskou grafiku, zejména proto, že rytcům nebylo povoleno (pokud nebyli také malíři nebo sochaři) vstoupit do Královské akademie. Prvním prezidentem byl právě Francesco Bartolozzi, který sám ve skutečnosti byl členem Royal Academy (Královské akademie). Royal Watercolour Society (Královská společnost pro akvarely) byla z podobných důvodů založena v roce 1804. Společnosti jsou popisovány jako „krátkodobé“. Mezi prezidenty společnosti byli William Bond, James Parker, James Pastorini a Thomas Milton. V tomto článku byl použit překlad textu z článku Society of Engravers na anglické Wikipedii.